# Ciencia y tecnología en Costa Rica

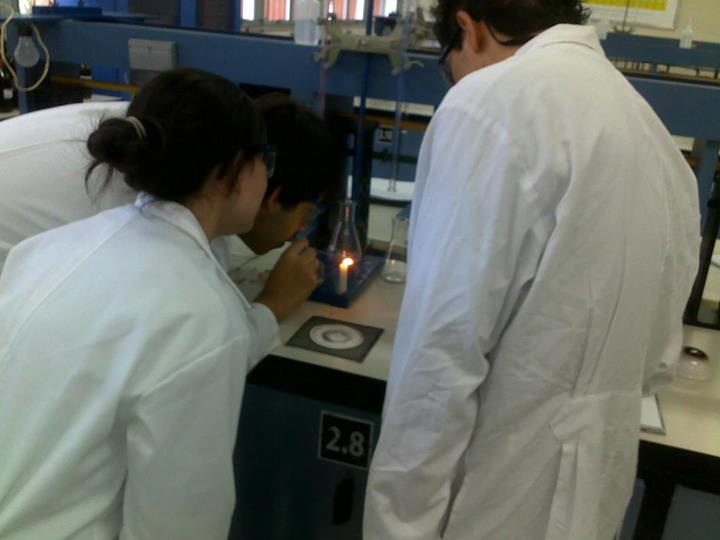
Estudiantes de química en el laboratorio de la Universidad de Costa Rica.

La ciencia y tecnología en Costa Rica son el conjunto de infraestructuras e instalaciones científicas y tecnológicas, así como la variedad de políticas, proyectos y programas desarrollados por el Ministerio de Ciencia, Tecnología y Telecomunicaciones de la República; y otros organismos orientados a la investigación y proliferación científica, que en  total se llevan a cabo en dicha nación. Como tal, la historia científica ha representado un importante aporte al desarrollo nacional, pues con un alto capital humano el país es actualmente uno de los 100 mayores referentes tecnológico-investigativos del planeta, de los principales en Latinoamérica y con la mayor proyección en Centroamérica.
Según el Índice mundial de innovación, a cargo de la Organización Mundial de la Propiedad Intelectual, en 2024, Costa Rica se ubicó en lugar 70 en innovación entre 133 países del mundo; mientras que en 2023 ocupó el lugar 74 y el lugar 68 en 2022.

## Historia

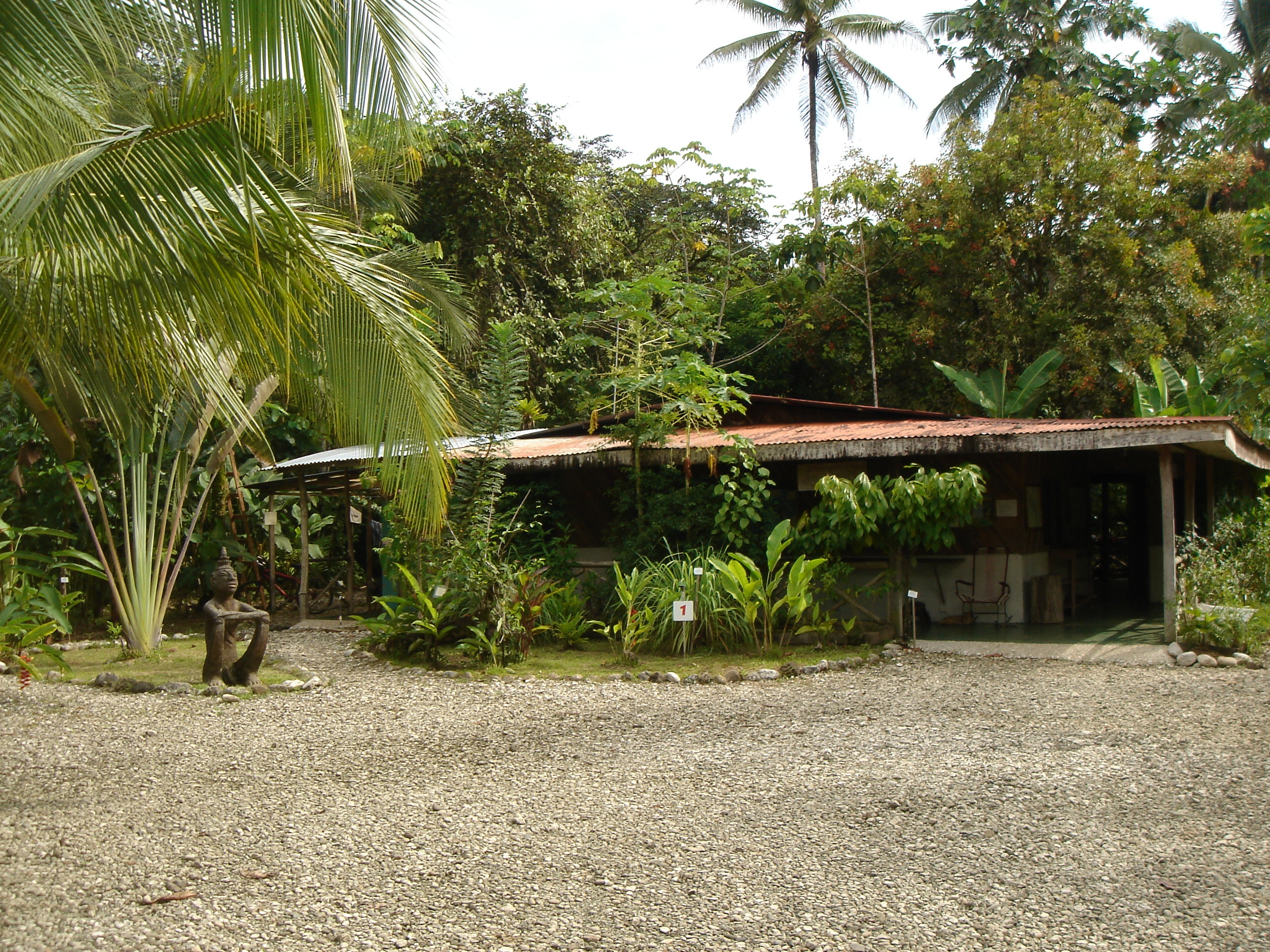
Estación biológica La Gamba ubicada en el cantón de Golfito.

La historia científica costarricense abarca casi todas las disciplinas, pero se ha desarrollado fuertemente en la biología y la totalidad de sus ramas, como la zoología, la botánica, la ecología, la etología, la conservación, así como la genética y la biotecnología; ya que en la actualidad la nación es una de las 50 mayores emisoras mundiales de publicaciones biológicas, ocupando la séptima posición del continente. Costa Rica goza además de una posición geográfica estratégica, lo cual le permite tener condiciones atmosféricas y geográficas muy propicias para que se genere una gran diversidad biológica, lo que ha permitido un relevante progreso nacional en ramas de las ciencias biológicas. Estas condiciones particularmente favorables de la nación, han llamado la atención de estudiantes y científicos extranjeros, los cuales han llevado a cabo una serie de estudios en biología y muchas otras ramas. Los estudios en genética realizados en Costa Rica han sido de marcada relevancia y han logrado generar un vínculo interdisciplinario entre la biología y algunas otras profesiones, como la medicina y las neurociencias. Muchas instituciones de investigación han surgido en los últimos cincuenta años, las cuales han posicionado muy favorablemente a Costa Rica en relación con la calidad de las investigaciones biotecnológicas y los aportes que dan al conocimiento y la industria en general. Entre los biólogos y naturalistas costarricenses destacados se pueden mencionar a los pioneros Anastacio Alfaro González y Alberto Manuel Brenes Mora, que inician el desarrollo científico nacional. Desde entonces y hasta la actualidad el país cuenta con varias estaciones biológicas, como La Gamba y La Selva, esta última donde, en 2016, la Universidad de Costa Rica en conjunto con la Universidad de Harvard y la Universidad de Wisconsin, descubrió el antibiótico selvamicina, que tiene la capacidad de inhibir el crecimiento del hongo Candida albicans.

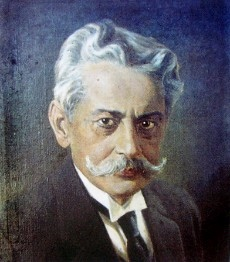
Anastasio Alfaro, biólogo pionero costarricense.

Como tal, y marcando el hito para el desarrollo y la proliferación científica costarricense, sobresalen los pioneros: Clodomiro Picado Twight, quien a principios del siglo XX realizó investigaciones sobre zoología, fisiología y fitopatología vegetal, microbiología industrial, microbiología médica e inmunología, y reconocido principalmente por su trabajo con los sueros antiofídicos, los cuales en la actualidad son producidos en el país por el Instituto Clodomiro Picado de la Universidad de Costa Rica, además fue uno de los precursores del descubrimiento de la penicilina; Gil Chaverri Rodríguez, químico que en 1952 realizó un arreglo a la tabla periódica de los elementos, basada en la estructura electrónica de los elementos, la cual permite colocar las series de los lantánidos y los actínidos en una secuencia lógica de acuerdo con su número atómico; y finalmente, Franklin Chang Díaz quien se convirtió en el primer astronauta centroamericano, al viajar al espacio a bordo del Transbordador Espacial Columbia como parte de la tripulación STS-61-C. Chang participó en siete misiones espaciales entre 1986 y 2002, posee 1601 horas de experiencia espacial, incluyendo 19 horas y media en caminatas espaciales, comparte el récord de número de viajes al espacio a bordo del transbordador espacial, y es miembro del salón de la Fama de la NASA.
De manera paralela, en el campo de la investigación biomédica, en el país se realizan trasplantes de riñón (desde 1980), corazón (1991), hígado (1993), pulmón (1994), páncreas-riñón (1994) e intestino (2013). En 1995 se realizaron las primeras fecundaciones in vitro, que fueron permitidas hasta 2000, cuando la Sala Constitucional la prohibió. El país volvió a permitir esta técnica, bloqueada por grupos conservadores, cuando en 2015 fue habilitada tras un fallo de la Corte Interamericana de Derechos Humanos. En 1997, se realizó con éxito la primera cirugía intrauterina. Se ha dado una particular importancia a la bioética; instaurándose leyes que defienden al paciente frente a fallos de ética por parte de profesionales en salud. En abril de 2015, Costa Rica aprobó una ley que regula la investigación biomédica.

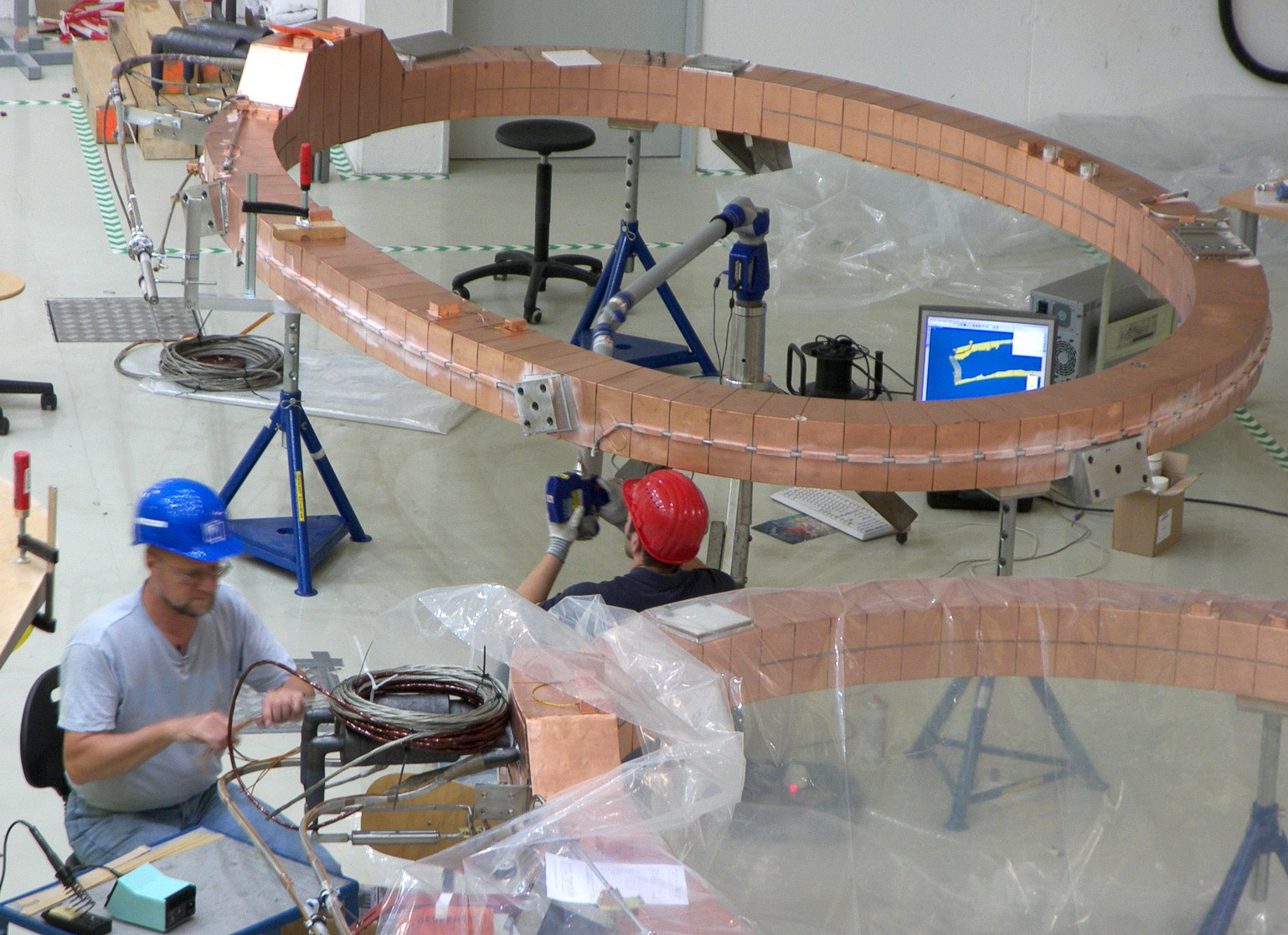
Un stellarator como el del Instituto Tecnológico de Costa Rica.

Finalmente, el 29 de junio de 2016, Costa Rica se convirtió en el primer país de Latinoamérica y el sexto del mundo (junto a Estados Unidos, Australia, Japón, Alemania y España), en realizar con éxito una descarga de plasma, utilizando para ello un stellarator, dispositivo diseñado por el Laboratorio de Plasmas para Energía de Fusión y Aplicaciones del Instituto Tecnológico de Costa Rica, bajo la dirección del doctor en física Iván Vargas Blanco (premio nacional de Tecnología 2016), como parte de una investigación de esta universidad con el objetivo de crear un reactor de fusión que permita convertir el plasma en una fuente alternativa de energía. El 2 de abril de 2018, Costa Rica se convirtió en el primer país centroamericano en lanzar un satélite al espacio, como parte del Proyecto Irazú, desarrollado en conjunto por la Asociación Centroamericana de Aeronáutica y el Espacio y el Instituto Tecnológico de Costa Rica.
En 2020, el Instituto Costarricense de Investigación y Enseñanza en Nutrición y Salud (Inciensa) logró, por primera vez en la historia de Costa Rica, secuenciar el genoma de un virus, en específico, el SARS-CoV-2, identificando 6 genomas distintos del virus circulante en Costa Rica en el contexto de la pandemia de COVID-19.

## Organismos científicos
El ente encargado de regular el área científica en Costa Rica es el Ministerio de Ciencia, Tecnología y Telecomunicaciones (MICITT), cuya actual jerarca es Paola Vega Castillo. Asimismo, las competencias de fomento y desarrollo científico son responsabilidad del Consejo Nacional para Investigaciones Científicas y Tecnológicas (CONICIT) cuya presidente es Giselle Tamayo Castillo.

### Entidades estatales

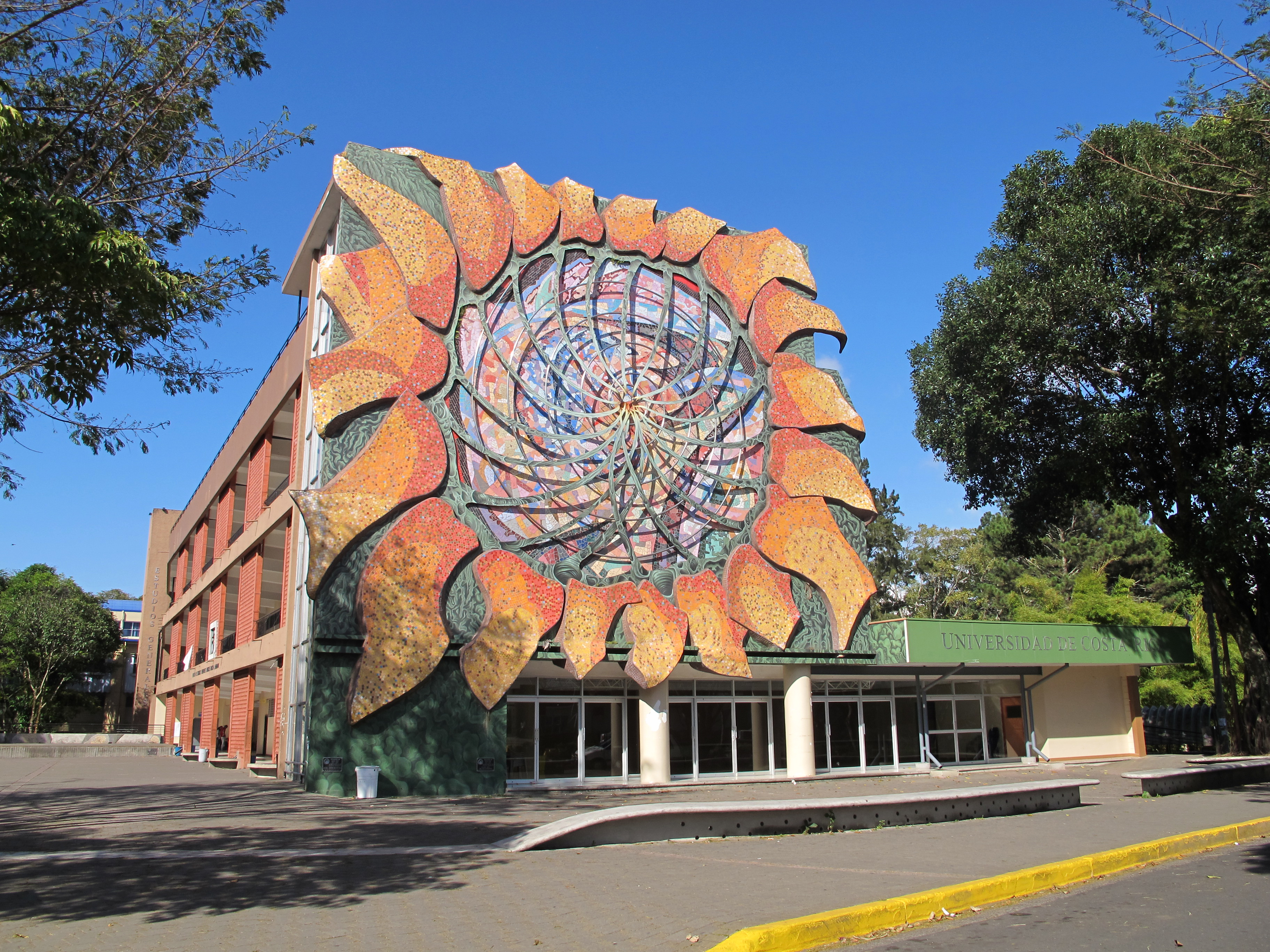
Sede de la Universidad de Costa Rica.

La mayor parte del conocimiento científico-tecnológico en Costa Rica se desarrolla en entes estatales, principalmente en las universidades. De todas ellas, el 46% de la divulgación científica nacional proviene de la Universidad de Costa Rica (UCR) que entre 2001 y 2011 es responsable de la publicación de cerca de 2000 estudios y citas. Le siguen la Universidad Nacional (UNA) y el Instituto Tecnológico de Costa Rica (TEC-ITCR) con más de 400 y 80 publicaciones durante el mismo periodo.
Igualmente, en otros organismos como el Instituto Nacional de Biodiversidad (InBio), la Caja Costarricense de Seguro Social (CCSS) o el Instituto Meteorológico Nacional (IMN) se publican en promedio entre 100 y 200 estudios durante dicho lapso.

### Entidades privadas

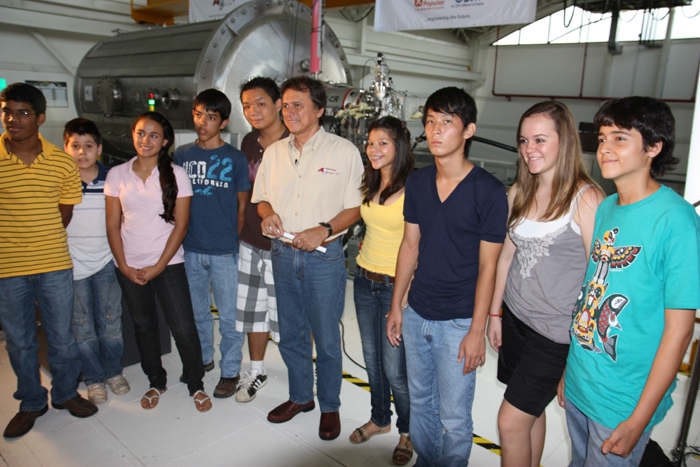
Estudiantes en Ad Astra Rocket Company.

Por otro lado, se localizan en Costa Rica cientos de organismos de capital privado dedicados directa o indirectamente a la investigación científica o al desarrollo tecnológico. Entre ellas el Centro Agronómico Tropical de Investigación y Enseñanza (CATIE), la Organización para Estudios Tropicales (OET), la Escuela de Agricultura de la Región Tropical Húmeda (EARTH), la Gamba y la Selva son las responsables de la mayor publicación de estudios internacionales, con un promedio de entre 60 y 200 citas para el la década de 2001-2011. De forma paralela en el país se encuentran más de 51 empresas multinacionales dedicadas a la producción de equipo médico de alta tecnología, con la presencia de seis de las 20 líderes mundiales de manufactura tecnológica del sector médico, así como 5 de las 10 especializadas en el área cardiovascular.
Asimismo, opera en Liberia la compañía Ad Astra Rocket Company (AARC), construida por el científico costarricense Franklin Chang Díaz, con el objetivo de explorar la optimización de una fuente de plasma para la tecnología VASIMR (Variable Specific Impulse Magnetoplasma Rocket), la cual pretende lograr la propulsión de vehículos espaciales a base de plasma.

## Contexto internacional

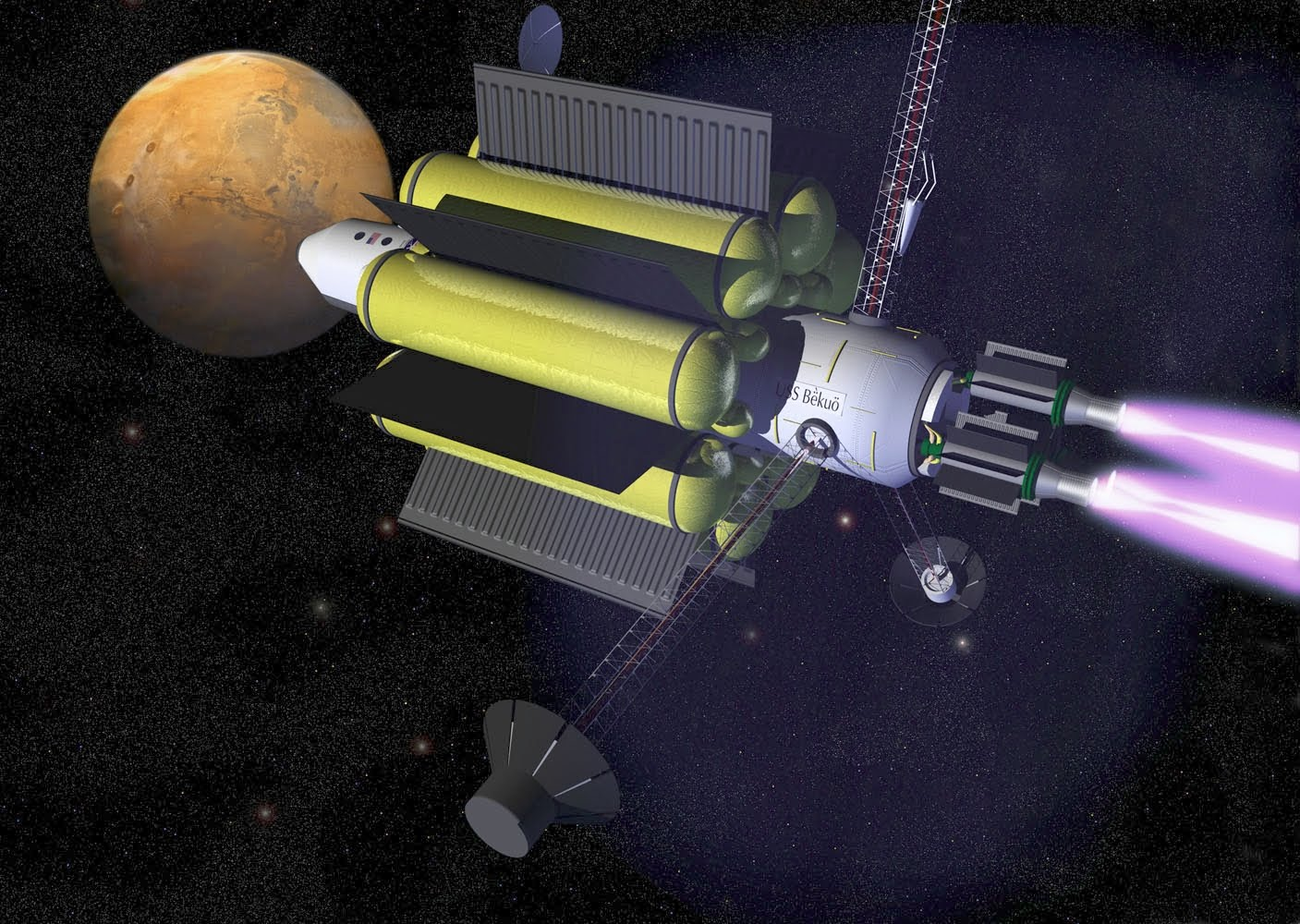
Diseño artístico del motor VASIMR diseñado por Ad Astra.

Desde hace varios años Costa Rica es la potencia científico-tecnológica de América Central y una de las mayores de Latinoamérica, debido a que publica anualmente una de las mayores cantidades de estudios y citas internacionales (ocupando una de las posiciones más altas del continente americano; aunque bastante pequeña en comparación con su relativa alta inversión científica), registra una modestamente alta cantidad de solicitud de patentes, invierte mucho más en la producción y el desarrollo, posee una sólida infraestructura de investigación y ha sido sede de ciertos eventos de gran preponderancia en el área de la ciencia, como la Olimpiada Mundial de Robótica de 2017.
De esta manera, Costa Rica es una de las naciones latinoamericanas con mayor presupuesto para la ciencia, y con una de las mejores inversiones por científico o investigador del continente. Asimismo, en el país se desarrollan ambiciosos proyectos para la generación eléctrica y el transporte con plasma, la medicina, la biología, la geología y el área aeroespacial.

## Científicos costarricenses

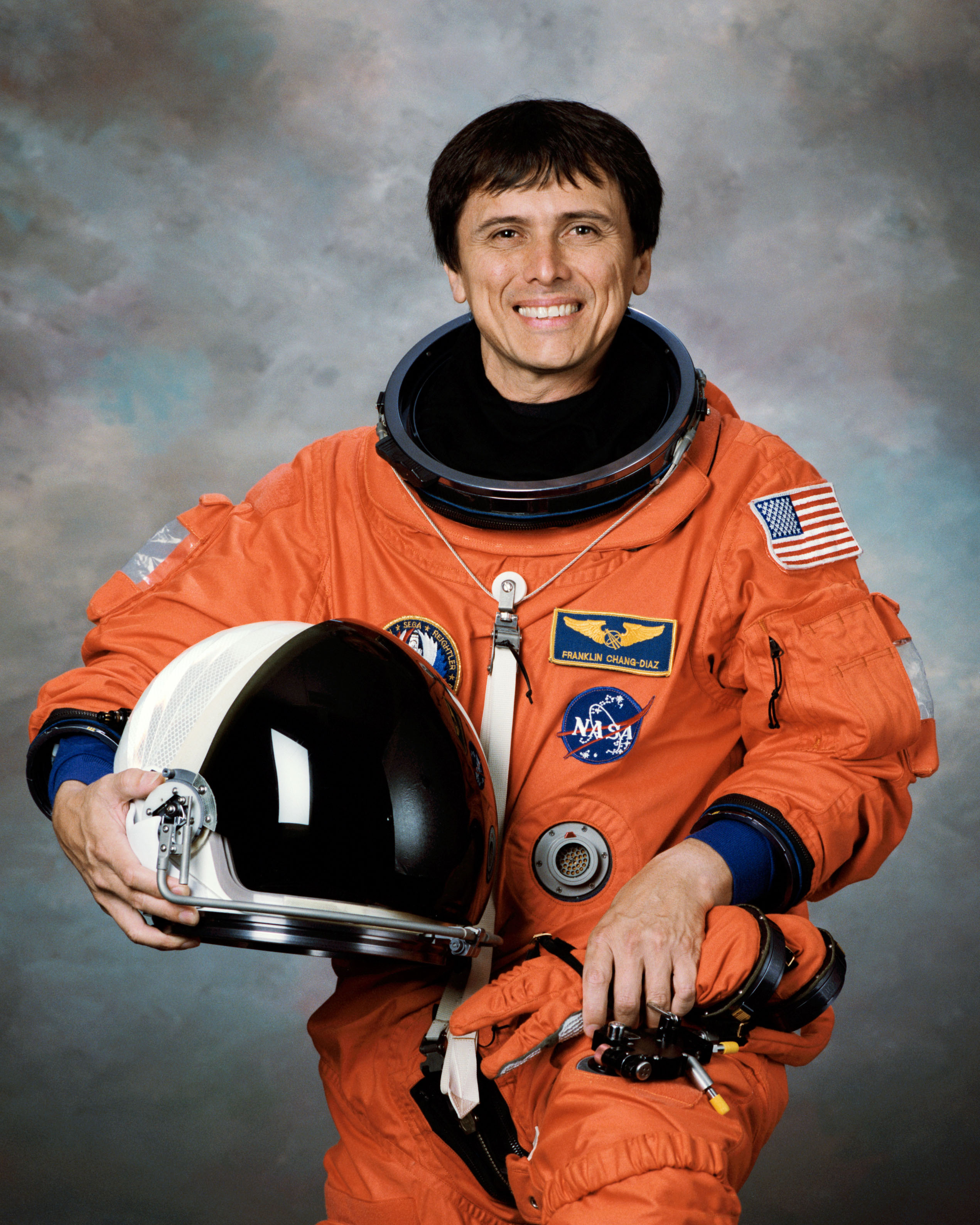
Franklin Chang, primer astronauta costarricense.

Entre los costarricenses que han destacado en el campo de la biología destaca Clodomiro Picado Twight (1887-1944), quien realizó importantes investigaciones sobre inmunología y todas las ramas de la biología. Sus estudios sobre serpientes venenosas permitieron el descubrimiento de los sueros antiofídicos, además de ser uno de los precursores en el descubrimiento de la penicilina. Otros biólogos costarricenses destacados son Anastasio Alfaro González, Alfio Piva Mesén, Julio Fraile Merino, Joaquín Bernardo García-Castro, Jorge Gómez-Laurito, Luis Diego Gómez Pignataro, Julio Sánchez Pérez, José Castulo Zeledón, Aldo Ramírez Coretti y Caterina Guzmán Verri.
A inicios de los años 50, el químico herediano Gil Chaverri Rodríguez realiza un ajuste en la tabla periódica de los elementos. Posteriormente Adelaida Chaverri Polini, su hija, se destaca como una de las más importantes ecólogas y conservacionistas en la historia del país.
Para mediados de los años 1980, Franklin Chang Díaz se convierte en el primer astronauta costarricense, al formar parte de la tripulación STS-61-C y completar siete misiones espaciales hasta 2002, con 1601 horas de experiencia espacial. Posterior a su retiro como astronauta, dirige el laboratorio Ad Astra Rocket Company, con el objetivo de explorar la optimización de una fuente de plasma para la tecnología VASIMR (Variable Specific Impulse Magnetoplasma Rocket), para el transporte espacial con plasma.
En 2013, la física e ingeniera Sandra Cauffman Molina fue destacada por su labor como subdirectora de la misión MAVEN, que envió una sonda de la NASA al planeta Marte. En nanotecnología, destaca el trabajo de Samuel Stupp Kupiec, que a principios del 2002 durante la primera administración de George W. Bush, fue convocado por la Casa Blanca para coordinar la Comisión Americana de Nanotecnología, puesto que desempeñó junto a su rol de investigador en la Universidad de Illinois; así como la labor de Jeanette Benavides Gamboa, quien ha desarrollado investigaciones para la FDA y la NASA. En el área de la genética ha destacado la labor del médico Pedro León Azofeifa, investigador en enfermedades genéticas, y fundador y director del Centro de Investigaciones en Biología Celular y Molecular de Costa Rica. En 2013, Christian Marín Müller, doctor en virología molecular, patentó en los Estados Unidos la primera vacuna contra el cáncer de páncreas. En 2016, Marie Arrieta Méndez recibió el Premio Nacional de Ciencia por su investigación sobre el rol de la microbiota intestinal en el desarrollo del sistema inmune y el asma pediátrica; y Esteban Gazel Dondi obtiene el Premio Hisashi Kuno de la Unión Americana de Geofísica por su estudio de los puntos calientes en las Islas Galápagos y el sur de Centroamérica.

## Premio Nacional de Ciencia y de Tecnología

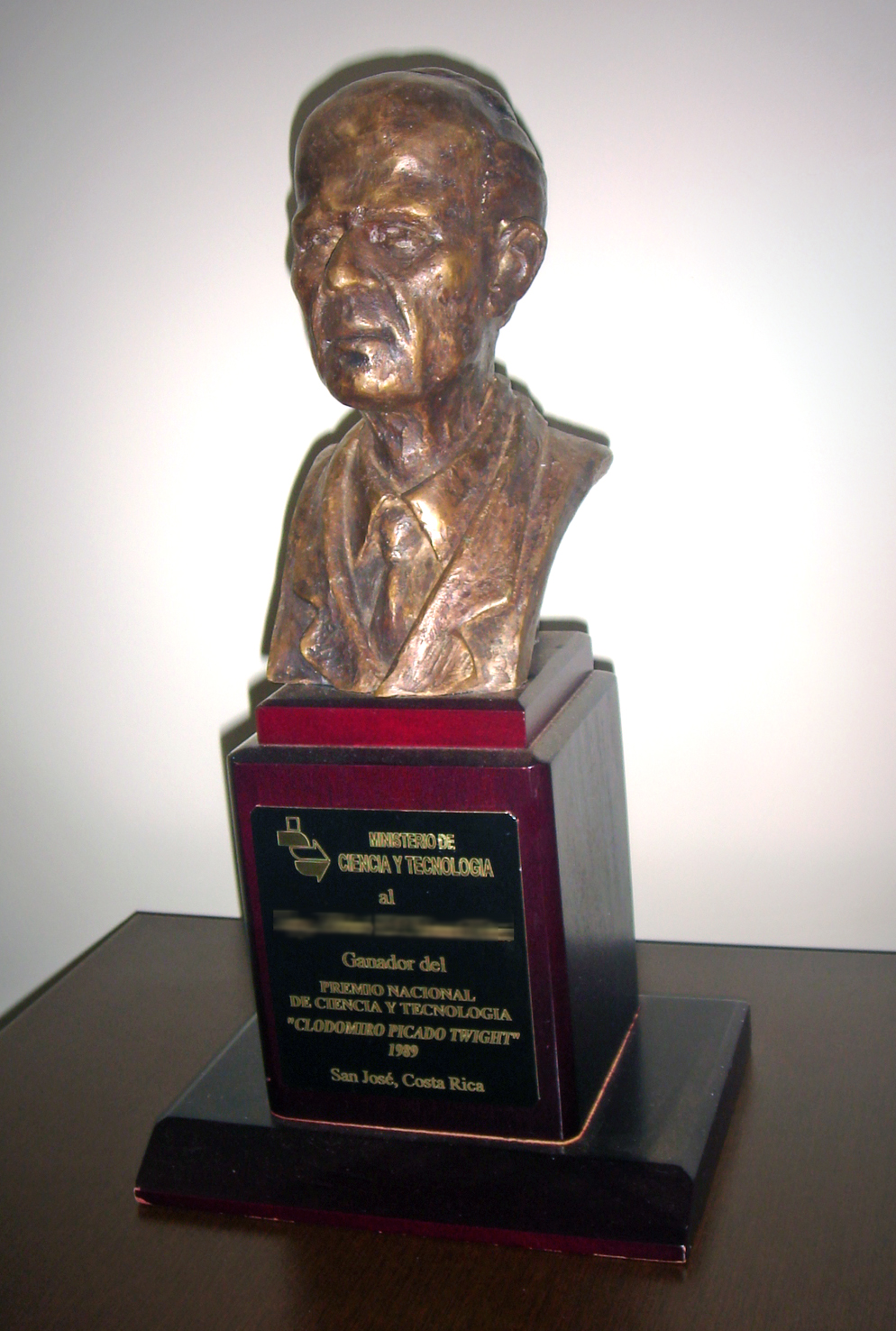
Estatuilla del Premio Clorito Picado Twight.

Los Premios Nacionales de Ciencia y de Tecnología Clodomiro Picado Twight son un galardón otorgado desde 1976 por el Gobierno de Costa Rica para los mejores trabajos de investigación original que realicen y den a conocer, individualmente o en forma colectiva, ciudadanos costarricenses en los campos de la investigación científica y de la investigación tecnológica.